# Jinzhou Stadium
El Jinzhou Stadium (en chino simplificado, 金州体育场) es un estadio multiusos utilizado principalmente para partidos de fútbol ubicado en el distrito de Jinzhou, Dalian, provincia de Liaoning (China).

## Historia
Fue inaugurado en 1997 en el terreno del anterior estadio, el cual fue construido en 1958 con capacidad para 12000 espectadores y que fuera demolido en 1995 por orden del gobierno de Dalian.
Entre 1995 y 2019 fue la sede de varios equipos, entre ellos figura el Dalian Shide (anteriormente llamado Dalian Wanda). En 2005 el Dalian Shide decide mudarse al Dalian People's Stadium, mientras que el Jinzhou Stadium era reparado.
Fue la sede de la selección nacional en la clasificación para la Copa Mundial de Fútbol de 1998, peridiendo el primer partido ante Catar.
El estadio ha recibod críticas negativas por el poco y nada de mantenimiento que ha recibido. Dentro de los problemas se incluyen césped malo y drenaje deficiente, por lo que es llamado "Parche Vegetal". Su condición fue mejorada en 2020 cuando recibió una renovación de ¥4 million, para que el Dalian lo pudiera utilizar en la Superliga de China en 2020.

## Eventos Destacados
- 1995–1999: Sede del Dalian Wanda.
- 1997: Segunda ronda de la clasificación de AFC para la Copa Mundial de Fútbol de 1998.[10]
- 1999: Sede del Liaoning.
- 2004: Sede del Dalian Changbo.
- 2005–2012: Sede del Dalian Shide.[11]
- 2012–2013: Sede del Dalian Aerbin.[12]
- 2014–2018: Sede del Dalian Transcendence.
- 2016–2019: Sede del Dalian Chanjoy
- 2020: Sede de la 2020 Chinese Super League Group A.
- 2022: Sede temporal del Shanghai Shenhua.[13]